# Чунсун
Чунсун(춘성, 30 березня 1891 — 22 серпня 1977) — корейський поет, буддійський монах, вчений, письменник, філософ.
Народився 30 березня 1891 року в повіті Індже провінції Канвон. Його батьком був Лі Ін-О (이인오, 李仁五), а матір'ю — леді Парк з Мілян (밀양박씨). Він був їхнім п'ятим сином. Сімейна лінія Чунсона походила з клану Пхенчхан Лі (평창이씨, 平昌李氏). Його батько був фермером-орендарем. При народженні отримав ім'я Лі Чанг-нім (이창림, 李昌林), чернече ім'я мав Чхунсон (춘성, 春城). Його часто називали Чхунсон Чхунсон (春城 春性).